# Nic Rausch
Nicolas "Nic" Rausch (datas desconhecidas) foi um ciclista luxemburguês.
Competiu na prova individual e por equipes do ciclismo de estrada nos Jogos Olímpicos de 1924, disputadas na cidade de Paris, França.